# Steen Due
Steen Due (* 27. Februar 1898 in Kopenhagen; † 26. Mai 1974 in Glostrup) war ein dänischer Hockeyspieler, der 1920 mit der dänischen Nationalmannschaft Olympiazweiter war.

## Sportliche Karriere
Bei den Olympischen Spielen 1920 in Antwerpen traten vier Mannschaften an. Die Dänen unterlagen in ihrem ersten Spiel den Briten mit 1:5. Nach Siegen gegen die Franzosen und gegen die Belgier belegten die Dänen den zweiten Platz und gewannen die bis 2020 einzige olympische Medaille für Dänemark im Hockey. Sein einziges Tor während des Turniers erzielte Steen Due beim 9:1-Sieg gegen Frankreich.
Steen Due spielte für den Verein Orient in Kongens Lyngby.